# 1235-й отдельный сапёрный батальон
1234-й отдельный сапёрный батальон  — воинская часть в вооружённых силах СССР во время Великой Отечественной войны.

## История
Сформирован осенью 1941 года в Архангельском военном округе (Кириллов) в составе 2-й сапёрной бригады, до января 1942 года занят на строительстве тыловых оборонительных рубежей  на рубеже городов Вытегра, Череповец, Пошехоново
В составе действующей армии первым формированием с 1 февраля 1942 года по 14 октября 1942 года.
В январе 1942 года был направлен на Волховский фронт, где до октября 1942 года находился в распоряжении 59-й армии, обеспечивая строительство её укреплений и коммуникаций на Волховском плацдарме.
14 октября 1942 года расформирован

## Подчинение
| Подчинение по месяцам | Подчинение по месяцам                                      | Подчинение по месяцам | Подчинение по месяцам | Подчинение по месяцам |
| Дата                  | Фронт (округ)                                              | Армия                 | Бригада               | Примечания            |
| --------------------- | ---------------------------------------------------------- | --------------------- | --------------------- | --------------------- |
| 1 ноября 1941 года    | Архангельский военный округ                                | 2-я сапёрная армия    | 2-я сапёрная бригада  | —                     |
| 1 декабря 1941 года   | Архангельский военный округ                                | 2-я сапёрная армия    | 2-я сапёрная бригада  | —                     |
| 1 января 1942 года    | Архангельский военный округ                                | 2-я сапёрная армия    | 2-я сапёрная бригада  | —                     |
| 1 февраля 1942 года   | Волховский фронт                                           | 59-й армия            | -                     | —                     |
| 1 марта 1942 года     | Волховский фронт                                           | 59-й армия            | -                     | —                     |
| 1 апреля 1942 года    | Волховский фронт                                           | 59-й армия            | -                     | —                     |
| 1 мая 1942 года       | Ленинградский фронт (Группа войск волховского направления) | 59-й армия            | -                     | —                     |
| 1 июня 1942 года      | Ленинградский фронт (Волховская группа войск)              | 59-й армия            | -                     | —                     |
| 1 июля 1942 года      | Волховский фронт                                           | 59-й армия            | -                     | -                     |
| 1 августа 1942 года   | Волховский фронт                                           | 59-й армия            | -                     | -                     |
| 1 сентября 1942 года  | Волховский фронт                                           | 59-й армия            | -                     | -                     |
| 1 октября 1942 года   | Волховский фронт                                           | 59-й армия            | -                     | -                     |